# Star Valley Ranch
Star Valley Ranch é uma vila localizada no estado norte-americano de Wyoming, no Condado de Lincoln.

## Demografia
Segundo o censo norte-americano de 2000, a sua população era de 776 habitantes.

## Geografia
De acordo com o United States Census Bureau tem uma área de
32,9 km², dos quais 32,9 km² cobertos por terra e 0,0 km² cobertos por água.

## Localidades na vizinhança
O diagrama seguinte representa as localidades num raio de 24 km ao redor de Star Valley Ranch.